# Portret Adeline Ravoux
Portret Adeline Ravoux – tytuł trzech obrazów olejnych namalowanych przez Vincenta van Gogha w czerwcu 1890 podczas pobytu w Auvers-sur-Oise:
1. Portret Adeline Ravoux I (hol. Portret van Adeline Ravoux, ang: Portrait of Adeline Ravoux)[1], nr kat.: F 786, JH 2036, obecnie w zbiorach Cleveland Museum of Art;
2. Portret Adeline Ravoux II (hol. Portret van Adeline Ravoux, ang: Portrait of Adeline Ravoux)[2], nr kat.: F 768, JH 2035, obecnie w zbiorach prywatnych w Szwajcarii;
3. Portret Adeline Ravoux III (hol. Portret van Adeline Ravoux, ang: Portrait of Adeline Ravoux)[3], nr kat.: F 769, JH 2037, obecnie w zbiorach prywatnych. Sprzedany 11 maja 1988 na aukcji w salonie Christie's w Nowym Jorku[4].

## Historia i opis
20 maja 1890 Vincent van Gogh przyjechał do Auvers-sur-Oise. Przedtem przebywał w Paryżu w celu konsultacji medycznych w klinice doktora Paula Gacheta. Plany te uległy jednak zmianie i z doktorem artysta spotkał się w Auvers-sur-Oise. Mieszkając w Auvers wynajmował pokój w gospodzie należącej do małżonków Ravoux.
Podczas swego 70-dniowego pobytu w Auvers-sur-Oise Vincent van Gogh stworzył ponad 70 dzieł, w ogromnej większości obrazów. Ich tematem były przeważnie okoliczne pejzaże, ale namalował poza tym kilka martwych natur oraz szereg portretów, w tym: doktora Gacheta i jego córki oraz członków rodziny Ravoux, zwłaszcza uroczej 13-letniej Adeline, którą sportretował 3 razy.
W liście do brata Theo napisał:

W tym tygodniu namalowałem portret dziewczynki, 16-letniej, mniej więcej, w niebieskim [ubraniu] na niebieskim tle, córki ludzi, u których mieszkam. Dałem jej ten portret, a dla Ciebie wykonałem kopię, rozmiar 15.

Sama Adeline Ravoux po latach wspominała pozowanie van Goghowi, który najpierw poprosił jej rodziców o zgodę. Artysta namalował portret podczas jednej sesji. W trakcie pracy milczał, paląc nieprzerwanie fajkę. Adeline pozowała siedząc na krześle. Ubrana była na niebiesko. Ponieważ taki sam kolor miały jej oczy, wstążka we włosach oraz tło, na którym pozowała, nazwała obraz „Błękitną symfonią”. Stwierdziła, iż van Gogh sporządził też kopię dla brata, choć jej nie widziała. Van Gogh namalował poza tym trzeci jej portret, ale nic bliższego o nim nie wiedziała, podkreślając, że pozowała tylko raz, do jednego portretu. Jednak ani ona ani rodzice nie byli zadowoleni z gotowego dzieła. Odwiedzający dom Ravoux goście po obejrzeniu portretu stwierdzali, iż wprawdzie Adeline jest podobna do siebie, ale wygląda na nim jak dojrzała kobieta, nie jak dziewczynka. Obraz znajdował się w rękach rodziny Ravoux do 1905, po czym został sprzedany, razem z innym obrazem van Gogha, podarowanym przez niego Ravoux, Ratusz w Auvers 14 lipca 1890, za sumę 40 franków dwóm mieszkającym we Francji Amerykanom. 
Obraz Portret Adeline Ravoux III został 11 maja 1988 sprzedany na aukcji w Salonie Christie's w Nowym Jorku za sumę 13,8 mln dolarów, co było ponad sześciokrotnym przebiciem jego poprzedniej ceny, zapłaconej w 1980. Zarówno kupiec jak i sprzedający pozostali anonimowi.